# Johann Josua Lemme
Johann Josua Lemme (* 4. Dezember 1756 in Frankfurt am Main; † 25. Juli 1824 ebenda) war ein Politiker der Freien Stadt Frankfurt.
Johann Josua Lemme war Seidenfärber in Frankfurt am Main. Von 1816 bis 1825 war er als Ratsverwandeter Mitglied im Senat der Freien Stadt Frankfurt. Von 1817 bis 1821 war er Mitglied des Engeren Rates. Er gehörte dem Gesetzgebenden Körper von 1817 bis 1821 an. 